# Роковая восьмёрка
«Роковая восьмёрка» (англ. Hard Eight, «две четвёрки, выпавшие при игре в крэпс»), первоначальное название «Сидни» (англ. Sydney) — дебютный полнометражный кинофильм режиссёра Пола Томаса Андерсона, криминальная драма, вышедшая на экраны в 1996 году. Главную роль пожилого игрока в казино по имени Сидни исполнил Филип Бейкер Холл.

## Сюжет
Пожилой завсегдатай игровых заведений Сидни (Филип Бейкер Холл) встречает на заправке вдрызг проигравшегося парня по имени Джон (Джон С. Райли), который надеялся выиграть в казино несколько тысяч долларов на похороны матери. Сидни берёт нового знакомого под крыло и обучает его ремеслу жить за счёт казино.
Проходит несколько лет, Сидни и Джон неразлучны, как отец и сын. В одном из заведений они знакомятся с официанткой Клементиной (Гвинет Пэлтроу), подрабатывающей проституцией. Молодые люди симпатизируют друг другу, однако изменить свою жизнь оказывается непросто. Сидни способствует сближению Джона с Клементиной, однако однажды ночью получает тревожный звонок. Он приезжает в отель при казино, где обнаруживает Джона, Клементину и мужчину без сознания, прикованного к кровати. Оказалось, что это клиент Клементины, который отказался ей платить, из-за чего она позвала на помощь Джона. Джон также сообщает Сидни, что они в тот же день поженились с Клементиной. Сидни уговаривает молодых людей покинуть отель и уехать из города, пока всё не уляжется. Как выясняется впоследствии, мужчина, очнувшись, не стал вызывать полицию.
Спустя несколько дней к Сидни обращается ещё один завсегдатай казино и приятель Джона по имени Джимми. Он говорит, что ему известно, что когда-то Сидни застрелил отца Джона. Джон ничего не знает про это, и опека со стороны Сидни была попыткой хоть как-то возместить Джону смерть отца. Джимми угрожает всё рассказать Джону, если Сидни не даст ему 10 тысяч долларов. Сидни после колебаний соглашается, отдавая Джимми шесть тысяч, которые у него есть с собой. Когда Джон звонит Сидни, чтобы узнать, как дела, Сидни говорит ему, что любит его как сына, Джон сквозь слёзы также признаётся ему в любви. На следующий вечер Сидни приходит домой к Джимми, пока тот играет в казино. Он застреливает вернувшегося Джимми и уезжает. Утром он входит в то же кафе на заправке, где когда-то встретил Джона.

## В ролях
- Филип Бейкер Холл — Сидни
- Джон К. Рейли — Джон
- Гвинет Пэлтроу — Клементина
- Сэмюэл Л. Джексон — Джимми
- Филип Сеймур Хоффман — молодой игрок в кости
- Мелора Уолтерс — подружка Джимми
- Уильям Паркер — заложник

## Награды и номинации
- 1996 — номинация на Большой специальный приз фестиваля американского кино в Довиле (Deauville American Film Festival)
- 1998 — 5 номинаций на премию «Независимый дух»: лучший дебютный фильм (Пол Томас Андерсон, Роберт Джонс, Джон Лайонс), лучший дебютный сценарий (Пол Томас Андерсон), лучшая операторская работа (Роберт Элсвит), лучшая мужская роль (Филип Бейкер Холл), лучшая мужская роль второго плана (Сэмюэл Л. Джексон)